# 1902 ve fotografii

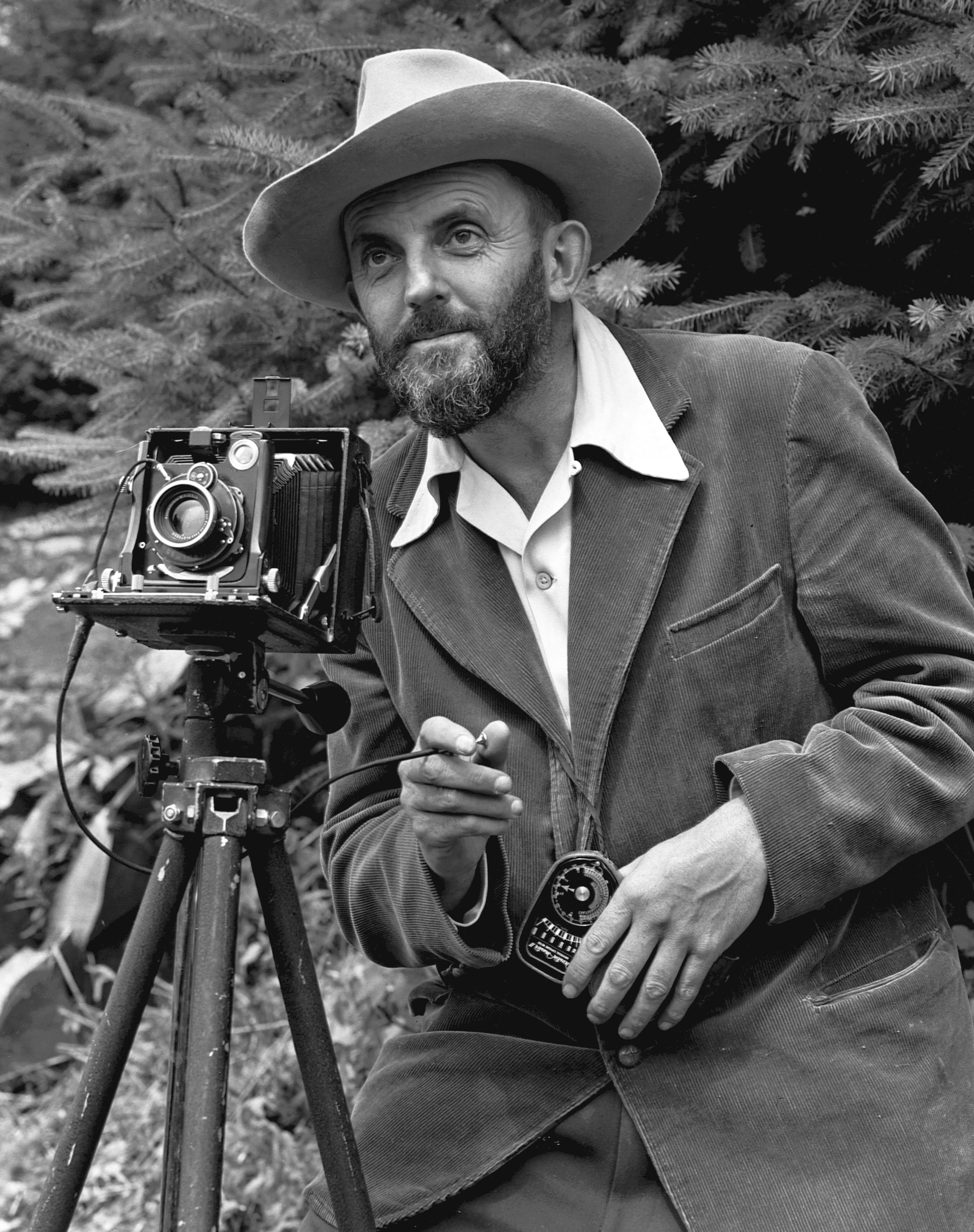
V roce 1902 se narodil Ansel Adams

Tento článek obsahuje významné fotografické události v roce 1902.

## Události
- Cramer objevil metol pro hydrochinonovou vývojku.
- George Eastman zavedl polévání zadní strany filmů želatinou.
- Arthur Korn vymyslel technologii telefotografie (převod obrazu na signál, který se potom pomocí kabelů přenáší na jiné vzdálené místo); Fotografie po drátech (Wire-Photos) byla po Evropě hojně rozšířena od roku 1910 a ve světě od roku 1922.
- König a Homolka zavedli panchromatické senzibilizátory.
- Byl vypočítán objektiv Tessar.
- Alfred Stieglitz pořídil fotografie Ruka člověka a v časopise Camera Notes publikoval Jarní spršky
- Americký fotograf Edward Steichen pořídil piktorialistickou fotografii Rodin – Myslitel

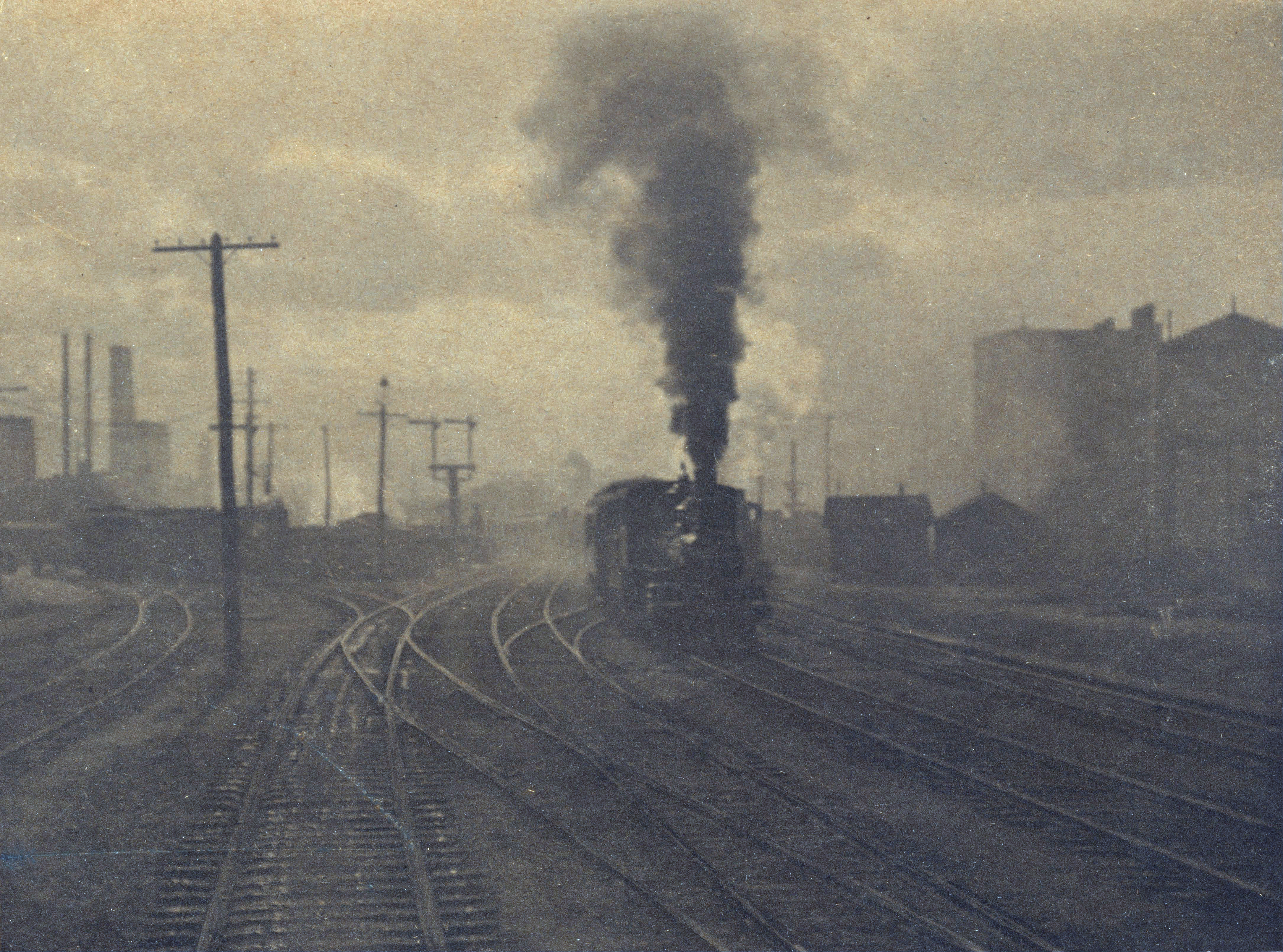
Alfred Stieglitz: Ruka člověka, 1902
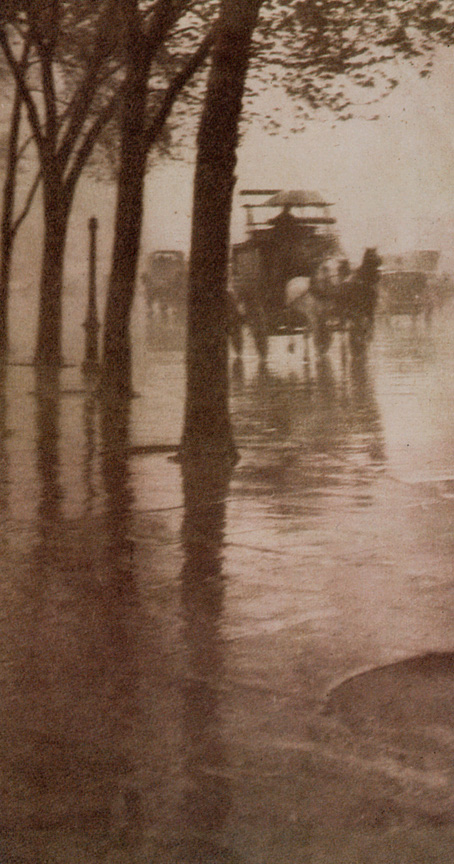
Alfred Stieglitz: Jarní spršky, 1899–1900
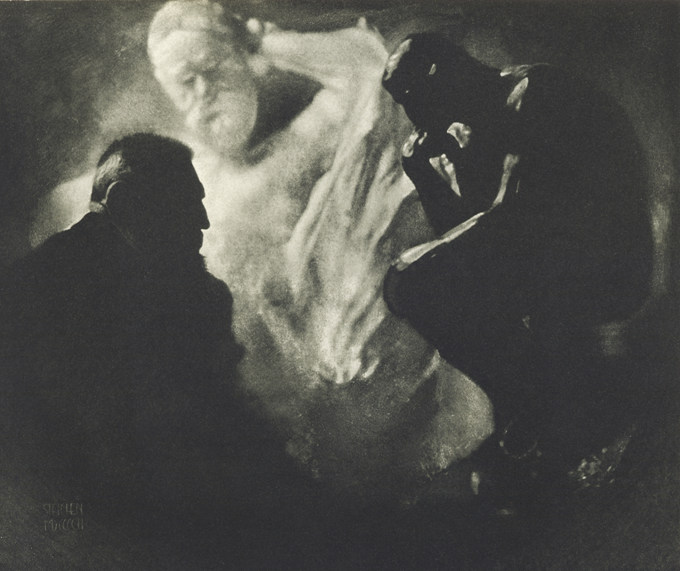
Americký fotograf Edward Steichen pořídil piktorialistickou fotografii Rodin – Myslitel

## Narození v roce 1902
- 4. února – Manuel Álvarez Bravo, mexický fotograf († 19. října 2002)
- 19. února – Berit Wallenberg, švédská archeoložka, historička umění, fotografka a filantropka († 4. září 1995)
- 20. února – Ansel Adams, americký fotograf a spisovatel († 22. dubna 1984)
- 6. dubna – Margaret Michaelis-Sachsová, rakousko-australská fotografka, portrétistka, krajinářka v Barceloně a Krakově († 16. října 1985)
- 25. května – Jaroslav Rössler, avantgardní fotograf († 5. ledna 1990)
- 17. června – Wolfgang Weber, německý novinářský fotograf († 5. března 1985)
- 22. srpna – Leni Riefenstahlová, německá filmová režisérka, tanečnice, herečka a fotografka († 8. září 2003)
- 2. září – Peter Pitseolak, inuitský fotograf, sochař, umělec a historik. Byl prvním domorodým fotografem Baffinova ostrova. († 30. září 1973)
- 4. října – Willi Ströminger, portrétní fotograf a herec († 17. listopadu 1985)
- 7. listopadu – Josef Novák, malíř, grafik, ilustrátor, karikaturista, pedagog, fotograf († 2. července 1987)
- 8. prosince – Zofia Chomętowska, polská umělecká fotografka ze šlechtického rodu, dokumentární fotografie, Varšavské povstání, pohraničí, spoluorganizátorka výstavy Warszawa oskarża (Varšava obviňuje, 1945), první poválečné polské fotografické výstavy vystavené v Národním muzeu ve Varšavě († 20. května 1991)
- 12. prosince – Josef Voříšek, letecký konstruktér, designér a fotograf († 1. ledna 1980)
- ? – Eirik Sundvor, norský novinář a fotograf († 1992)
- ? – Samuel Joseph Schweig, izraelský fotograf († 19. března 1985)
- ? – Yaakov Rosner, izraelský fotograf († 26. srpna 1950)
- ? – Rjúiči Amano, japonský fotograf († 1995)
- ? – Denise Bellon, francouzská fotografka († ?)
- ? – Denise Colomb, francouzská fotografka († ?)
- ? – Wynn Bullock, americký fotograf († ?)

## Úmrtí v roce 1902
- 4. února – George N. Barnard, americký fotograf (* 23. prosince 1819)
- 24. března – Josef Löwy, rakouský malíř a dvorní fotograf (* 16. srpna 1834)
- 11. května – Richard Leach Maddox, anglický fyzik a fotograf (* 4. srpna 1816)
- 24. května – N. E. Sinding, dánský malíř, portrétista a dvorní fotograf (* 2. prosince 1839)
- 21. července – Alfred Konstantinovič Fedeckij, ruský fotograf (* 1857)
- 22. září – Andrew Joseph Russell, americký fotograf (* 20. března 1830)
- 28. prosince – Christian Gihbsson, švédský fotograf působící v Norsku (* 15. května 1857)
- ? – Francis Seth Frost, americký malíř a fotograf (* 1825)
- ? – Kosta Razmov, bulharský revolucionář a fotograf (* ?)
- ? – Linnaeus Tripe, britský průkopník fotografie, nejznámější svými fotografiemi Indie a Barmy pořízenými v 50. letech 19. století (* 14. dubna 1822 – 2. března 1902)
- ? – Čeněk Hrbek, český fotograf a malíř působící v Plzni (* 29. června 1840 – 10. července)
- ? – Charles Kroehle, 25-26, německý fotograf působící v Peru (1876–1902?)